# الحرية (صحيفة)
الحرية هي جريدة يومية سياسية إخبارية جامعة أصدرها التجمع الدستوري الديمقراطي، الحزب الحاكم سابقاً في عهد زين العابدين بن علي في تونس، وهي رديفة جريدة لورونوفو (Le Renouveau) الناطقة بالفرنسية.
- صدر عددها الأول في 20 مارس/آذار 1988، وهو ما يصادف أول احتفال بذكرى عيد الاستقلال بعد 7 نوفمبر 1987. وقد جاءت لتعوض جريدة العمل، لسان حال الحزب الحر الدستوري ثم الحزب الاشتراكي الدستوري. أما آخر عدد فقد صدر يوم 14 جانفي 2011 وهو تاريخ هروب بن علي من تونس.
- من بين من تداول على إدارتها محمد البلاجي وسعيد ناصر رمضان وعبد العزيز العاشوري...
- لجريدة الحرية عدد من الملاحق من أهمها الملحق الثقافي الذي بدأ بالظهور منذ 24 مارس/آذار 1988.